# علی شالیکار
علی شالیکار سرتیپ سپاه پاسداران انقلاب اسلامی است، که هم‌اکنون فرماندهی قرارگاه غدیر را برعهده دارد و فرمانده ارشد سپاه در استان‌های مازندران، گیلان و گلستان است.
وی فعالیت نظامی را در خلال جنگ ایران و عراق در نیروی زمینی سپاه پاسداران آغاز کرد و مراتب فرماندهی را در لشکر ۲۵ کربلا طی نمود.
شالیکار از ۱۳۸۴ تا ۱۳۸۷ فرمانده لشکر ۲۵ کربلا بود و به‌عنوان ارشد سپاه پاسداران در استان‌های مازندران و گلستان فعالیت می‌کرد، از ۱۳۸۷ تا ۱۳۸۸ فرماندهی سپاه کربلا مازندران را برعهده داشت و از ۱۳۸۸ فرمانده قرارگاه غدیر است. وی در سال ۱۴۰۲ درجه سرتیپی دریافت کرد.